# Батальйон «Смерть»
Батальйон «Смерть» — незаконне збройне формування, сформоване переважно з етнічних чеченців, що під час війни на сході України воювало у лавах проросійських бойовиків та терористів. У лютому 2015 року включене до розширеного санкційного списку Європейського Союзу і Канади разом із низкою інших проросійських терористичних угруповань, що діють на українському Донбасі. Пізніше включене до власних санкційних списків урядами Норвегії й Швейцарії. Нещодавно інформація про існування була спростована.

## Історія
Чеченці зазначають, що наказ вирушити воювати до України їм надав Рамзан Кадиров, а себе називають «кадирівцями». Натомість, незважаючи на беззаперечність фактів участі чеченських бойовиків у бойових діях на сході України, сам Кадиров категорично це заперечував. Згодом, під тиском беззаперечних доказів, Кадиров був вимушений все-таки визнати наявність чеченських бойовиків на сході України.
- 23 травня чеченці брали участь у нападі на батальйон «Донбас» під Карлівкою[8].
- 26 травня під час авіаудару по бойовиках, що рухалися для підтримки сепаратистів до донецького аеропорту, загинуло від 35 до 45 чеченців.[9]
- 8 червня самопроголошений мер Слов'янська виступив з критикою на адресу прибулих чеченців, визнаючи, що вони вийшли з-під контролю та їх основною метою є мародерство[10].

27 травня 2014 року в Донецьку кілька бойовиків дали відеоінтерв'ю каналу CNN. У ході інтерв'ю вони зізналися, що вони з Чечні, і що вони «приїхали захищати інтереси Росії». За їх словами, раніше вони працювали в МВС і воювали в Чечні. Самі себе вони назвали «кадировцями». У Луганській області є факти зізнань бойовика на ім'я Олександр «Сокіл» з м. Норильська, який, крім всього, причетний до російських силових структур.
За даними Державної прикордонної служби України, серед терористів присутні приїжджі чеченці і абхазці.
Відповідно до заяви Департаменту інформаційної політики МЗС України, з території Російської Федерації в Україну прориваються озброєнні бойовики, зокрема й кавказької національності.
З 43 терористів, поранених 26 травня 2014 року в ході антитерористичної операції в Донецьку, виявилося тільки 8 громадян України з Донецька. Решта — приїжджі, в тому числі з Чечні, Дагестану і Москви.
26 травня 2014 року командир батальйону «Донбас» Семен Семенченко повідомив про склад терористичного угруповання, проти якого вівся бій біля села Карлівка: 80 % — приїжджі (чеченські бойовики, колишня кримська «Альфа», колишній кримський «Беркут»), 20 % — цивільне «ополчення» «ДНР».
Згідно з даними журналістів, які спілкувалися з командиром та бійцями батальйону «Восток», у цьому батальйоні воюють кавказці, у тому числі чеченці.
Сергій Здрилюк, один з лідерів терористів, підтвердив присутність приїжджих чеченців у складі його угруповання. Відповідно до заяви іншого лідера терористів — Ігоря Стрєлкова, не всі учасники «ополчення» є громадянами України.
За даними Міністерства внутрішніх справ України, серед «кадировців» — банди з Дагестану, Чечні, Осетії, екіпіровані російською зброєю. За участь у бойових діях на боці «ДНР» вони отримують по 300 доларів на добу.
Неодноразово на відеороликах, знятих в зоні бойових дій, були зображені чеченські бойовики, які воюють на стороні сепаратистів. Пізніше на інтернет-ресурсах сепаратистів з'явилася інформація про участь чеченських бойовиків у військовому конфлікті на Донбасі.
4 квітня 2022 року підтвердилася ліквівідація у боях під Рубіжним заступника командира батальйону «Смерть» — Руслана (Стінгера) Азізова.